# Trichoniscus germanicus
Trichoniscus germanicus är en kräftdjursart som beskrevs av Karl Wilhelm Verhoeff 1901C. Trichoniscus germanicus ingår i släktet Trichoniscus och familjen Trichoniscidae. Inga underarter finns listade i Catalogue of Life.